# یادویشن (شهرستان لگیونووو)
یادویشن (به لاتین: Jadwisin) یک روستا در لهستان است که در گمینا سروتسک واقع شده‌است. یادویشن ۱٬۰۰۰ نفر جمعیت دارد.